# La rosa del profeta
La rosa del profeta (en anglès, Rose of the Prophet) és una trilogia de novel·les de fantasia escrita per Tracy Hickman i Margaret Weis, autors d'altres obres com les de Dragonlance.
La història se situa en Sularin, un món fictici administrat per vint déus, cadascun una faceta del déu principal, Sul.
Cada deïtat administra i nomena els seus immortals (esperits que compleixen la seva voluntat en el món mortal) com vol, i alguns tenen l'aspecte de djinns, àngels, déus (a la manera grecoromana) o diables i dimonis.
Els protagonistes són en la seva majoria seguidors del déu errant, Akhran, i la història narra les seues vicissituds i els seus intents de sobreviure quan un altre déu, Quar, intenta assumir el rol de deïtat única eliminant o esclavitzant a la resta. Un altre dels protagonistes, el mag Mateu, serveix al déu Promenthas.
La trilogia està composta per tres llibres: Will of the Wanderer (gener de 1989), The Paladin of the Night (maig de 1989) i The Prophet of Akhran (setembre de 1989).
Els personatges principals són:
- Khardan: Califa del poble Akar
- Zohra: Princesa del poble Hrana
- Mateu, mag seguidor del deu Promenthas